# 대한민국 민법 제113조
대한민국 민법 제113조는 의사표시의 공시송달에 대한 민법총칙의 조문이다.

## 조문
민법 제113조(의사표시의 공시송달)— 표의자가 과실없이 상대방을 알지 못하거나 상대방의 소재를 알지 못하는 경우에는 의사표시는 민사소송법공시송달의 규정에 의하여 송달할 수 있다.

## 참조조문
- 대한민국 민사소송법 제194조
- 대한민국 민사소송법 제195조
- 대한민국 민사소송법 제196조

## 참고 문헌
- 판례소법전, 박영사.